# Bad Orb
Bad Orb é um município da Alemanha, situado no distrito de Main-Kinzig, no estado de Hesse. Tem 47,78 km² de área, e sua população em 2019 foi estimada em 10.172 habitantes.